# Уравнение диффузии
Уравнение диффузии представляет собой частный вид дифференциального уравнения в частных производных. Бывает нестационарным и стационарным.
В смысле интерпретации при решении уравнения диффузии речь идет о нахождении зависимости концентрации вещества (или иных объектов) от пространственных координат и времени, причем задан коэффициент (в общем случае также зависящий от пространственных координат и времени), характеризующий проницаемость среды для диффузии. При решении уравнения теплопроводности речь идет о нахождении зависимости температуры среды от пространственных координат и времени, причем задана теплоёмкость и теплопроводность среды (также в общем случае неоднородной).
Физически в том и другом случае предполагается отсутствие или пренебрежимость макроскопических потоков вещества. Таковы физические рамки применимости этих уравнений. Также, представляя непрерывный предел указанных задач (то есть не более, чем некоторое приближение), уравнение диффузии и теплопроводности в общем не описывают статистических флуктуаций и процессов, близких по масштабу к длине и времени свободного пробега, также весьма сильно отклоняясь от предполагаемого точного решения задачи в том, что касается корреляций на расстояниях, сравнимых (и больших) с расстояниями, проходимыми звуком (или свободными от сопротивления среды частицами при их характерных скоростях) в данной среде за рассматриваемое время.
Это в подавляющей части случаев сразу же означает и то, что уравнения диффузии и теплопроводности по области применимости далеки от тех областей, где становятся существенными квантовые эффекты или конечность скорости света, то есть в подавляющей части случаев не только по своему выводу, но и принципиально, ограничиваются областью классической ньютоновской физики.
- В задачах диффузии или теплопроводности в жидкостях и газах, находящихся в движении, вместо уравнения диффузии применяется уравнение переноса, расширяющее уравнение диффузии на тот случай, когда пренебрежением макроскопическим движением недопустимо.

- Ближайшим формальным, а во многом и содержательным, аналогом уравнения диффузии является уравнение Шрёдингера, отличающееся от уравнения диффузии множителем мнимая единица перед производной по времени. Многие теоремы о решении уравнения Шрёдингера и даже некоторые виды формальной записи его решений прямо аналогичны соответствующим теоремам об уравнении диффузии и его решениях, однако качественно их решения различаются очень сильно.

## Общий вид
Уравнение обычно записывается так:
| {\displaystyle {\frac {\partial \varphi (\mathbf {r} ,t)}{\partial t}}=\nabla \cdot {\big [}D(\varphi ,\mathbf {r} )\ \nabla \varphi (\mathbf {r} ,t){\big ]},} |
где φ(r, t) — плотность диффундирующего вещества в точке r и во время t и D(φ, r) — обобщённый коэффициент диффузии  для плотности φ в точке r; ∇ — оператор набла. Если коэффициент диффузии зависит от плотности — уравнение нелинейно, в противном случае — линейно.
Если D — симметричный положительно определённый оператор, уравнение описывает анизотропную диффузию:
| {\displaystyle {\frac {\partial \varphi (\mathbf {r} ,t)}{\partial t}}=\sum _{i=1}^{3}\sum _{j=1}^{3}{\frac {\partial }{\partial x_{i}}}\left[D_{ij}(\varphi ,\mathbf {r} ){\frac {\partial \varphi (\mathbf {r} ,t)}{\partial x_{j}}}\right].} |
Если D постоянное, то уравнение сводится к линейному дифференциальному уравнению:
{\displaystyle {\frac {\partial \phi (\mathbf {r} ,t)}{\partial t}}=D\nabla ^{2}\phi (\mathbf {r} ,t),}
также называемому уравнением теплопроводности.

## История происхождения
Дифференциальное уравнение в частных производных было первоначально выведено Адольфом Фиком в 1855 году.

## Нестационарное уравнение
Нестационарное уравнение диффузии классифицируется как параболическое дифференциальное уравнение. Оно описывает распространение растворяемого вещества вследствие диффузии или перераспределение температуры тела в результате теплопроводности.

### Одномерный случай
В случае одномерного диффузионного процесса с коэффициентом диффузии (теплопроводности) {\displaystyle D} уравнение имеет вид:
{\displaystyle {\frac {\partial }{\partial t}}c(x,\;t)={\frac {\partial }{\partial x}}D{\frac {\partial }{\partial x}}{c(x,\;t)}+f(x,\;t).}
При постоянном {\displaystyle D} приобретает вид:
{\displaystyle {\frac {\partial }{\partial t}}c(x,\;t)=D{\frac {\partial ^{2}}{\partial x^{2}}}{c(x,\;t)}+f(x,\;t),}
где {\displaystyle c(x,\;t)} — концентрация диффундирующего вещества, a {\displaystyle f(x,\;t)} — функция, описывающая источники вещества (тепла).

### Трёхмерный случай
В трёхмерном случае уравнение приобретает вид:
{\displaystyle {\frac {\partial }{\partial t}}c({\vec {r}},\;t)=(\nabla ,\;D\nabla c({\vec {r}},\;t))+f({\vec {r}},\;t),}
где {\displaystyle \nabla =(\partial _{x},\;\partial _{y},\;\partial _{z})} — оператор набла, а {\displaystyle (\;,\;)} — скалярное произведение. Оно также может быть записано как
{\displaystyle \partial _{t}c=\mathbf {div} \,(D\,\mathbf {grad} \,c)+f,}
а при постоянном {\displaystyle D} приобретает вид:
{\displaystyle {\frac {\partial }{\partial t}}c({\vec {r}},\;t)=D\Delta c({\vec {r}},\;t)+f({\vec {r}},\;t),}
где {\displaystyle \Delta =\nabla ^{2}={\frac {\partial ^{2}}{\partial x^{2}}}+{\frac {\partial ^{2}}{\partial y^{2}}}+{\frac {\partial ^{2}}{\partial z^{2}}}} — оператор Лапласа.

### n-мерный случай
{\displaystyle n}-мерный случай — прямое обобщение приведенного выше, только под оператором набла, градиентом и дивергенцией, а также под оператором Лапласа надо понимать {\displaystyle n}-мерные версии соответствующих операторов:
{\displaystyle \nabla =(\partial _{1},\;\partial _{2},\;\ldots ,\;\partial _{n}),}
{\displaystyle \Delta =\nabla ^{2}=\partial _{1}^{2}+\partial _{2}^{2}+\ldots +\partial _{n}^{2}.}
Это касается и двумерного случая {\displaystyle n=2}.

### Мотивация

#### A.
Обычно уравнение диффузии возникает из эмпирического (или как-то теоретически полученного) уравнения, утверждающего пропорциональность потока вещества (или тепловой энергии) разности концентраций (температур) областей, разделённых тонким слоем вещества заданной проницаемости, характеризуемой коэффициентом диффузии (или теплопроводности):
{\displaystyle \Phi =-\varkappa {\frac {\partial c}{\partial x}}} (одномерный случай),
{\displaystyle \mathbf {j} =-\varkappa \nabla c} (для любой размерности),
в сочетании с уравнением непрерывности, выражающим сохранение вещества (или энергии):
{\displaystyle {\frac {\partial c}{\partial t}}+{\frac {\partial \Phi }{\partial x}}=0} (одномерный случай),
{\displaystyle {\frac {\partial c}{\partial t}}+\mathrm {div} \,\mathbf {j} =0} (для любой размерности),
с учетом в случае уравнения теплопроводности ещё теплоёмкости (температура = плотность энергия / удельная теплоемкость).
- Здесь источник вещества (энергии) в правой части опущен, но он, конечно же, может быть легко туда помещён, если в задаче есть приток (отток) вещества (энергии).
- Также предполагается, что на поток диффундирующего вещества (примеси) не действуют никакие внешние силы, в том числе сила тяжести (пассивная примесь).

#### B.
Кроме того, оно естественно возникает как непрерывный предел аналогичного разностного уравнения, возникающего в свою очередь при рассмотрении задачи о случайном блуждании на дискретной решётке (одномерной или {\displaystyle n}-мерной). (Это простейшая модель; в более сложных моделях случайных блужданий уравнение диффузии также возникает в непрерывном пределе). Простейшей интерпретацией функции {\displaystyle c} в этом случае служит количество (или концентрация) частиц в данной точке (или вблизи неё), причём каждая частица движется независимо от остальных без памяти (инерции) своего прошлого (в несколько более сложном случае — с ограниченной по времени памятью).

### Решение
В одномерном случае фундаментальное решение однородного уравнения с постоянным — не зависящим от {\displaystyle x} и {\displaystyle t} — {\displaystyle D} (при начальном условии, выражаемом дельта-функцией {\displaystyle c_{f}(x,\;0)=\delta (x)} и граничном условии {\displaystyle c_{f}(\infty ,\;t)=0}) есть
{\displaystyle c_{f}(x,\;t)={\sqrt {\frac {1}{4\pi Dt}}}\exp \left(-{\frac {x^{2}}{4Dt}}\right).}
В этом случае {\displaystyle c_{f}(x,\;t)} можно интерпретировать как плотность вероятности того, что одна частица, находившаяся в начальный момент времени в исходном пункте, через время {\displaystyle t} перейдёт в пункт с координатой {\displaystyle x}. То же самое — с точностью до множителя, равного количеству диффундирующих частиц — относится к их концентрации, при условии отсутствия или пренебрежимости взаимодействия диффундирующих частиц между собой. Тогда (при таких начальных условиях) средний квадрат удаления диффундирующих частиц (или соответствующая характеристика распределения температуры) от начальной точки
{\displaystyle \langle x^{2}\rangle =\int \limits _{-\infty }^{+\infty }x^{2}c_{f}(x,\;t)\,dx=2Dt.}

В случае произвольного начального распределения {\displaystyle c(x,\;0)} общее решение уравнения диффузии представляется в интегральном виде как свёртка:
{\displaystyle c(x,\;t)=\int \limits _{-\infty }^{+\infty }c(x',\;0)c_{f}(x-x',\;t)\,dx'=\int \limits _{-\infty }^{+\infty }c(x',\;0){\frac {1}{\sqrt {4\pi Dt}}}\exp \left(-{\frac {(x-x')^{2}}{4Dt}}\right)\,dx'.}

### Физические замечания
Так как приближение, реализуемое уравнениями диффузии и теплопроводности, принципиально ограничивается областью низких скоростей и макроскопических масштабов (см. выше), то неудивительно, что их фундаментальное решение на больших расстояниях ведёт себя не слишком реалистично, формально допуская бесконечное распространение воздействия в пространстве за конечное время; надо при этом заметить, что величина этого воздействия так быстро убывает с расстоянием, что этот эффект как правило в принципе ненаблюдаем (например, речь идёт о концентрациях много меньше единицы).
Впрочем, если речь идёт о ситуациях, когда могут быть экспериментально измерены столь маленькие концентрации, и это для нас существенно, нужно пользоваться по меньшей мере не дифференциальным, а разностным уравнением диффузии, а лучше — и более подробными микроскопической физической и статистической моделями, чтобы получить более адекватное представление о реальности в этих случаях.

## Стационарное уравнение
В случае, когда ставится задача по нахождению установившегося распределения плотности или температуры (например, в случае, когда распределение источников не зависит от времени), из нестационарного уравнения выбрасывают члены уравнения, связанные со временем. Тогда получается стационарное уравнение теплопроводности, относящееся к классу эллиптических уравнений. Его общий вид:
{\displaystyle -(\nabla ,\;D\nabla c({\vec {r}}))=f({\vec {r}}).}
- При {\displaystyle D}, не зависящем от {\displaystyle {\vec {r}}}, стационарное уравнение диффузии становится уравнением Пуассона (неоднородное), или уравнением Лапласа (однородное, то есть при {\displaystyle f=0}):

{\displaystyle \Delta c({\vec {r}})=-{\frac {f({\vec {r}})}{D}},}
{\displaystyle \Delta c({\vec {r}})=0.}

## Постановка краевых задач
- Задача с начальными условиями (задача Коши) о распределении температуры на бесконечной прямой

Если рассматривать процесс теплопроводности в очень длинном стержне, то в течение небольшого промежутка времени влияние температур на границах практически отсутствует, и температура на рассматриваемом участке зависит лишь от начального распределения температур.
Найти решение уравнения теплопроводности в области {\displaystyle -\infty \leqslant x\leqslant +\infty } и {\displaystyle t\geqslant t_{0}}, удовлетворяющее условию {\displaystyle u(x,\;t_{0})=\varphi (x)\quad (-\infty <x<+\infty )}, где {\displaystyle \varphi (x)} — заданная функция.
- Первая краевая задача для полубесконечного стержня

Если интересующий нас участок стержня находится вблизи одного конца и значительно удалён от другого, то мы приходим к краевой задаче, в которой учитывается влияние лишь одного из краевых условий.
Найти решение уравнения теплопроводности в области {\displaystyle -\infty \leqslant x\leqslant +\infty } и {\displaystyle t\geqslant t_{0}}, удовлетворяющее условиям
{\displaystyle \left\{{\begin{array}{l}u(x,\;t_{0})=\varphi (x),\quad (0<x<\infty )\\u(0,\;t)=\mu (t),\quad (t\geqslant t_{0})\end{array}}\right.}
где {\displaystyle \varphi (x)} и {\displaystyle \mu (t)} — заданные функции.
- Краевая задача без начальных условий

Если момент времени который нас интересует достаточно удалён от начального, то имеет смысл пренебречь начальными условиями, поскольку их влияние на процесс с течением времени ослабевает. Таким образом, мы приходим к задаче, в которой заданы краевые условия и отсутствуют начальные.
Найти решение уравнения теплопроводности в области {\displaystyle 0\leqslant x\leqslant l} и {\displaystyle -\infty <t}, удовлетворяющее условиям
{\displaystyle \left\{{\begin{array}{l}u(0,\;t)=\mu _{1}(t),\\u(l,\;t)=\mu _{2}(t),\end{array}}\right.}
где {\displaystyle \mu _{1}(t)} и {\displaystyle \mu _{2}(t)} — заданные функции.
- Краевые задачи для ограниченного стержня

Рассмотрим следующую краевую задачу:
{\displaystyle u_{t}=a^{2}u_{xx}+f(x,\;t),\quad 0<x<l,\;0<t\leqslant T} — уравнение теплопроводности.
Если {\displaystyle f(x,\;t)=0}, то такое уравнение называют однородным, в противном случае — неоднородным.
{\displaystyle u(x,\;0)=\varphi (x),\quad 0\leqslant x\leqslant l} — начальное условие в момент времени {\displaystyle t=0}, температура в точке {\displaystyle x} задается функцией {\displaystyle \varphi (x)}.
{\displaystyle \left.{\begin{array}{l}u(0,\;t)=\mu _{1}(t),\\u(l,\;t)=\mu _{2}(t),\end{array}}\right\}\quad 0\leqslant t\leqslant T} — краевые условия. Функции {\displaystyle \mu _{1}(t)} и {\displaystyle \mu _{2}(t)} задают значение температуры в граничных точках 0 и {\displaystyle l} в любой момент времени {\displaystyle t}.
В зависимости от рода краевых условий, задачи для уравнения теплопроводности можно разбить на три типа. Рассмотрим общий случай ({\displaystyle \alpha _{i}^{2}+\beta _{i}^{2}\neq 0,\;(i=1,\;2)}).
{\displaystyle {\begin{array}{l}\alpha _{1}u_{x}(0,\;t)+\beta _{1}u(0,\;t)=\mu _{1}(t),\\\alpha _{2}u_{x}(l,\;t)+\beta _{2}u(l,\;t)=\mu _{2}(t).\end{array}}}
Если {\displaystyle \alpha _{i}=0,\;(i=1,\;2)}, то такое условие называют условием первого рода, если {\displaystyle \beta _{i}=0,\;(i=1,\;2)} — второго рода, а если {\displaystyle \alpha _{i}} и {\displaystyle \beta _{i}} отличны от нуля, то условием третьего рода. Отсюда получаем задачи для уравнения теплопроводности — первую, вторую и третью краевую.

## Принцип максимума
Пусть функция {\displaystyle u(x,\;t)} в пространстве {\displaystyle D\times [0,\;T],\;D\in \mathbb {R} ^{n}}, удовлетворяет однородному уравнению теплопроводности {\displaystyle {\frac {\partial u}{\partial t}}-a^{2}\Delta u=0}, причем {\displaystyle D} — ограниченная область. Принцип максимума утверждает, что функция {\displaystyle u(x,\;t)} может принимать экстремальные значения либо в начальный момент времени, либо на границе области {\displaystyle D}.